# Claus-Michael Rohne
Claus-Michael Rohne (* 24. April 1958 in Hannover) ist ein deutscher Filmregisseur und Drehbuchautor.

## Leben
Rohne führt seit den 1980er Jahren Regie und schreibt Drehbücher für zahlreiche Film und Fernsehproduktionen. Er arbeitete wiederkehrend mit der deutschsprachigen Schauspielerin Evelyn Hamann zusammen, u. a. für die beliebte Fernsehserie Adelheid und ihre Mörder und die Travestiekomödie Wut im Bauch. Er lieferte zudem die Idee zu Peter Timms Actionkomödie Manta – Der Film (1991).

## Filmografie
Regie
- 1986: Carpe Diem (auch Drehbuch, Kamera und Schnitt)
- 1986: Wöhlunds Rache
- 1987: Hotel Columbia
- 1988: Zunge in Madeira (Kurzfilm; auch Drehbuch)
- 1991: Unter Kollegen (Fernsehfilm; auch Drehbuch)
- 1993: Bommels Billigflüge (Fernsehfilm)
- 1995: Der Leihmann
- 1996–2001: Adelheid und ihre Mörder (Fernsehserie, 19 Folgen; auch Drehbuch)
- 1999: Wut im Bauch
- 1999: Tatort: Restrisiko
- 2001: Ehemänner und andere Lügner
- 2006: Doppelspiel (auch Drehbuch)

Drehbuch
- 1991: Jolly Joker (Fernsehserie)
- 1991: Manta – Der Film (Film-Idee)
- 1994: Tatort: Mord in der Akademie
- 1995: Tatort: Tod eines Auktionators
- 2013–2014: Morden im Norden (Fernsehserie, 3 Folgen)
- 2013–2017: Alles Klara (Fernsehserie, 10 Folgen)
- 2017: Um Himmels Willen (Fernsehserie, 3 Folgen)